# Naturally (pesem, Selena Gomez & the Scene)
"Naturally" je pesem ameriške glasbene skupine Selena Gomez & the Scene z njihovega glasbenega albuma iz leta 2009, Kiss & Tell. Napisali so ga Antonina Armato, Tim James in Devrim Karaoglu. V Kanadi in Združenih državah Amerike je singl izšel kot drugi singl, v drugih državah pa kot glavni singl z albuma. Ima electropop stil zvrsti, glavna pevka pa v pesmi poje o nekom, ki je njeno popolno ujemanje. Pesem je v Združenih državah Amerike na radiu izšla 19. januarja 2010.
Pesem "Naturally" je najvišje uvrščena pesem banda do danes, saj se je med prvih dvajset najboljših pesmi uvrstila v veliko državah, med prvih sedem pa v Veliki Britaniji, Madžarski in na Irskem. Je njihova prva pesem, ki se je uvrstila na lestvici Hot Dance Club Play in Hot Dance Airplay, kjer je pri obeh zasedla prvo mesto. V aprilu 2010 je pesem s strani organizacije CRIA prejela platinasto organizacijo, saj je prodala več kot 40,000 digitalnih izvodov pesmi.

## Ozadje
V intervjuju z revijo Digital Spy je Selena Gomez na vprašanje: "Kako bi opisala 'Naturally'?" odgovorila: "Je samo pesem o dobrem počutju. Je zabavna in svetla. Govori o dveh ljudeh, ki sta povezana, zato se jima ni treba siliti, da bi kar koli čutila - samo tam sta. Mislim, da pesem zelo dobro zastopa album, saj je zelo energetična, živahna in ne preveč resna."

## Kritike
Spletna stran Pop Justice je pesem "Naturally" 5. februarja 2010 izbrala za pesem dneva. Stran je pesem pohvalila: "To je kavalkada klišejev, vendar se 'Naturally' zdi kot čudovita pesem, ko jo primerjaš z večino ostalih pesmi ustvarjalcev z založbe Hollywood Records." Bill Lamb iz spletne strani About.com je pesem "Naturally" označil za eno izmed najboljših pop pesmi z albuma "Kiss & Tell".

## Nastopi v živo
Selena Gomez in the Scene so s pesmijo "Naturally" nastopili na svoji turneji House of Blues 2010 Tour. Pesem so izvedli tudi v oddajah, kot sta The Ellen DeGeneres Show, in Good Morning America (kjer so izvedli tudi pesem "More") Selena Gomez sama pa je z njo nastopila na proslavitvi Dick Clark's New Year's Rockin' Eve with Ryan Seacrest v Las Vegasu. S pesmima "Falling Down" in "Naturally" je glasbena skupina leta 2009 nastopila na prireditvi 2009 Teletón v Mehiki. 21. marca 2010 so pesem Selena Gomez & The Scene skupaj z Justinom Biebrom zaigrali na 2010 Houston Livestock Show in Rodeo.

## Dosežki na lestvicah
Po prvem tednu, ki ga je pesem preživela na petinšestdesetem mestu Billboardove lestvice U.S. Hot Digital Songs, so prodaje čez praznike pesem potisnile že do štiriintridesetega mesta na tej lestvici. Zaradi digitalnih prodaj se je pesem uvrstila na devetintrideseto mesto lestvice Billboard Hot 100 v tednu 9. januarja 2010, kasneje pa dosegla enaindvajseto mesto na tej lestvici in osemnajsto mesto na lestvici Canadian Hot 100. Pesem je velik uspeh doživela tudi po tem, ko je izšla na radiu. 13. februarja 2010, po izidu na radiu, je pesem pristala na štiridesetem mestu lestvice U.S. Mainstream Top 40 (Pop Songs) in devetintridesetem mestu lestvice Hot Dance/Club Play Songs. Hitro se je vzpenjala tudi proti vrhu lestvice Hot Dance Airplay, kjer je 15. maja 2010 dosegla deveto, dva tedna kasneje, 29. maja tistega leta, pa je zasedla prvo mesto. Singl "Naturally" se je uvrstil na šestinštirideseto mesto lestvice Australian Singles Chart in dvajseto mesto lestvice New Zealand Singles Chart. "Naturally" je dosegel sedmo mesto na lestvici UK Singles Chart in tako postal prvi singl Disney Channelove zvezdnice po Hilary Duff in njene uspešnice "Wake Up" iz leta 2005 (ki je tudi dosegla sedmo mesto), ki se je uvrstil med prvih deset pesmi na tej lestvici. Pesem je v Veliki Britaniji med prvimi štiridesetimi pesmimi ostala še pet tednov.

## Videospot
Videospot za pesem so snemali 14. novembra 2009, prvič pa se je predvajal na Disney Channelu 11. decembra 2009 po predvajanju serije Phineas and Ferb Christmas Vacation. Posebni učinki v videospotu so bolj zapleteni, kot so bili pri videospotu za prvi singl banda, "Falling Down". Glavna pevka, Selena Gomez, je povedala: "Ta videospot je precej drugačen od tistih, ki smo jih že posneli. V njem nosimo veliko bolj poudarjene obleke, prikažejo pa se tudi veliko bolj zabavne barve." Dve alternativni verziji videospota, verzija za Ralphi Rosario Mix in verzija za Dave Audé Mix, sta izšli 10. marca 2010.

## Seznam verzij
US Remixes - EP
1. "Naturally" (Radijska verzija) — 3:08
2. "Naturally" (Radijska verzija Dave Audé) - 4:01
3. "Naturally" (Radijska verzija Ralphi Rosario) — 3:39
4. "Naturally" (Radijska verzija Disco Fries) — 3:57

UK iTunes Exclusive Pre-Order
1. "Naturally" (radijska verzija v Veliki Britaniji)
2. "Naturally" (inštrumentalna verzija)

UK CD single
1. "Naturally" (radijski remix v Veliki Britaniji)
2. "Kiss & Tell"

UK Remixes - EP
1. "Naturally" (radijski remix v Veliki Britaniji)
2. "Naturally" (Remix Dave Aude Club) - 7:43
3. "Naturally" (Remix Ralphi Rosario Club) - 9:07
4. "Naturally" (Remix Disco Fries Club) - 5:26

Germany 2 Tracks Single
1. "Naturally" (radijska verzija) — 3:08
2. "Kiss & Tell (nemška verzija)- 3:01

## Dosežki in certifikacije
| Lestvica (2010)                            | Dosežek |
| ------------------------------------------ | ------- |
| Australian Singles Chart                   | 46      |
| Austrian Singles Chart                     | 37      |
| Canadian Hot 100                           | 18      |
| Belgian Singles Chart (Flandrija)          | 7       |
| Belgian Singles Chart (Valonija)           | 10      |
| European Hot 100                           | 19      |
| Hungarian Singles Chart                    | 4       |
| Ireland Singles Chart                      | 7       |
| Germany Singles Chart                      | 14      |
| New Zealand Singles Chart                  | 20      |
| Swedish Singles Chart                      | 56      |
| Swiss Music Charts                         | 54      |
| Slovak Airplay Chart                       | 2       |
| UK Singles Chart                           | 7       |
| US Billboard Hot 100                       | 29      |
| US Billboard Hot Dance Club Songs          | 1       |
| US Billboard Mainstream Top 40 (Pop Songs) | 12      |

| Država                  | Certifikacija |
| ----------------------- | ------------- |
| Kanada                  | Platinasto    |
| Združene države Amerike | Platinasto    |

## Radio in zgodovina izidov
| Regija                  | Datum           | Format |
| ----------------------- | --------------- | ------ |
| Združene države Amerike | 19. januar 2010 | Radio  |

| Regija                  | Datum           | Format        |
| ----------------------- | --------------- | ------------- |
| Združene države Amerike | 1. februar 2010 | Digitalno     |
| Nemčija                 | 9. april 2010   | CD, digotalno |
| Združeno kraljestvo     | 11. april 2010  | CD, digotalno |